# Gutter Phenomenon
 (avril 2021).
Si vous disposez d'ouvrages ou d'articles de référence ou si vous connaissez des sites web de qualité traitant du thème abordé ici, merci de compléter l'article en donnant les références utiles à sa vérifiabilité et en les liant à la section « Notes et références ».
Gutter Phenomenon est le troisième album studio du groupe de Metalcore américain Every Time I Die. L'album est sorti le 23 août 2005 sous le label Ferret Records. Il a été réédité en édition Deluxe, sortie le 13 juin 2007, avec un DVD en plus.

## Liste des titres
1. Apocalypse Now and Then (écrite par Kevin Falk et Every Time I Die) – 2:33
2. Kill the Music (avec Gerard Way) – 3:14
3. Bored Stiff – 2:18
4. Easy Tiger – 3:02
5. Tusk And Temper – 3:55
6. The New Black – 2:52
7. Champing at the Bit (avec Daryl Palumbo) – 3:57
8. Gloom and How It Gets That Way – 1:57
9. Guitarred and Feathered – 3:56
10. L'Astronaut – 3:05
11. Pretty Dirty – 3:33
12. Keith the Music (piste présente uniquement sur la version japonaise)

## Composition
- Keith Buckley - Chant
- Jordan Buckley - Guitare
- Andrew Williams - Guitare
- Michael "Ratboy" Novak Jr. - Batterie
- Kevin Falk - Basse